# Реприватизация
Реприватизация (от фр. re... — приставка, означающая обратное действие, и лат. privatus — личный) — процесс, обратный приватизации, который заключается в повторной приватизации после возвращения в государственную собственность ранее приватизированного объекта.
Реприватизации предшествует возвращение в государственную собственность имущества, которое было приватизировано до того.
Реприватизацию не следует путать с другими процессами, а именно:
- судебным преследованием государством лиц, совершивших преступления, связанные с приватизацией (коррупция, сговор, шантаж и тому подобное);
- спорами, связанными с нарушением договоров, заключенных с государством в процессе приватизации;
- спорами хозяйствующих субъектов, вытекающие из процесса приватизации[2].

Отдельным видом реприватизации является реприватизация жилья.
Цели реприватизации:
- «восстановление справедливости», что была нарушена в ходе приватизации;
- получение дополнительных поступлений в бюджет;
- перераспределение собственности в результате смены идеологических ориентиров государственной власти;
- привлечение более эффективного собственника.

Реприватизация также может пониматься как возвращение государством имущества его бывшим частным владельцам или их наследникам (например, лицам, пережившим Холокост, их потомкам или наследникам лиц, погибших в нацистских лагерях смерти , и чье имущество было конфисковано нацистами).